# 弓足梢蛛
弓足梢蛛（學名：Misumena vatia），又名弓足花蛛、姬花蛛或秋麒麟蟹蛛，是分佈在全北區的一種蟹蛛。
雄性弓足梢蛛較雌性細小，最大只有5毫米，而雌性則可達1厘米。雌性幼蛛在初夏很細小，並不起眼。
弓足梢蛛可以呈黃色或白色，看牠們所在的花朵而定。雌幼蛛更會在多種的花上獵食，如雛菊及向日葵，故彷彿可以「隨意」變色。年長的雌蛛相對需要較大的獵物來產卵。

## 繁殖

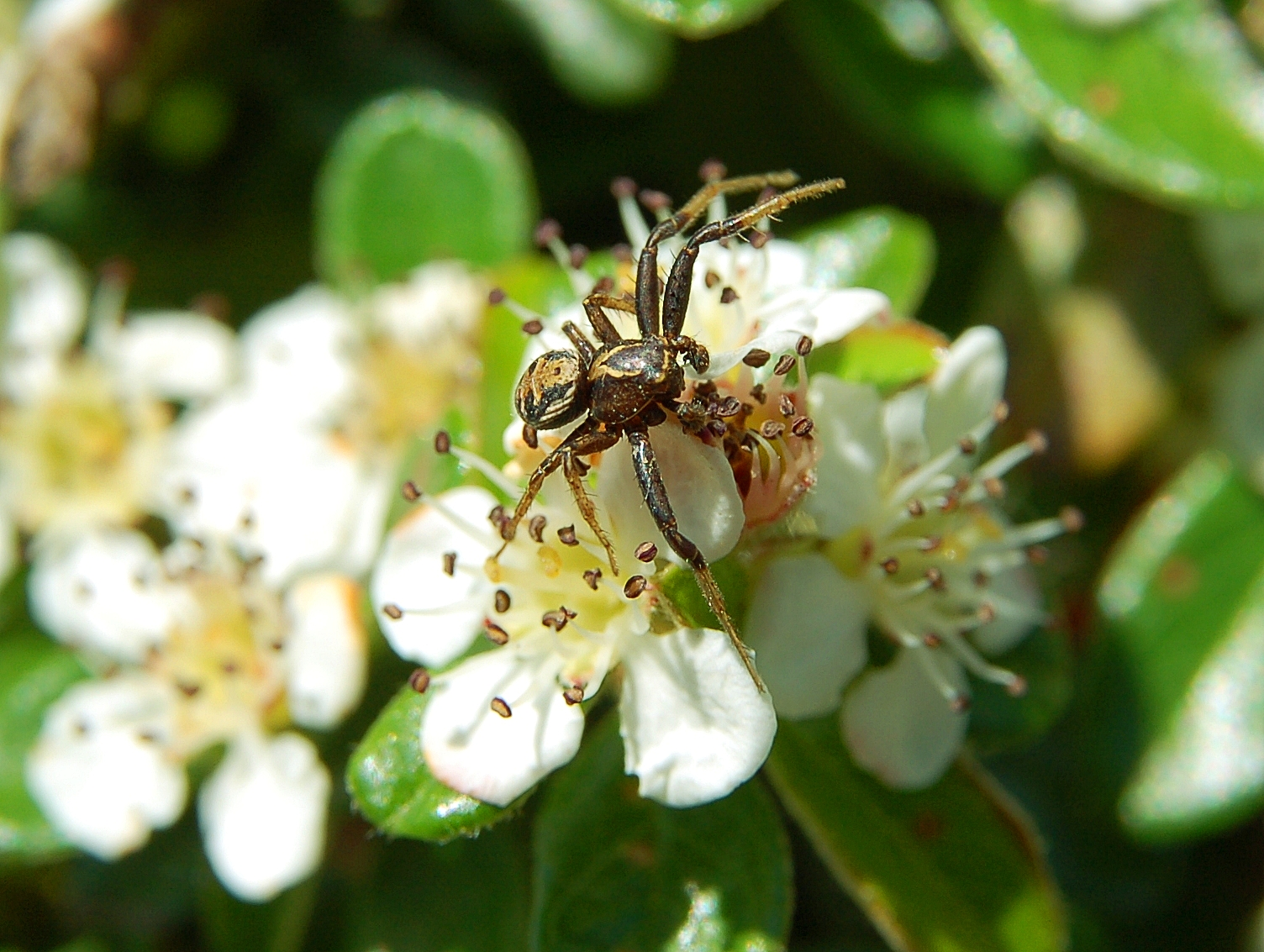
雄性弓足梢蛛

雄性弓足梢蛛會由一朵花到另一朵花尋找雌性，往往在過程中會遇上掠食者或與其他雄性打鬥而失去一條或多條腿。當發現雌性的時候，雄性會爬到雌性的頭及末體到達其底部，並會將牠的觸肢插入來使雌性受精。
幼蛛到了秋天可以生長達5毫米，並在地上過冬。翌年5月脫殼。

## 變色

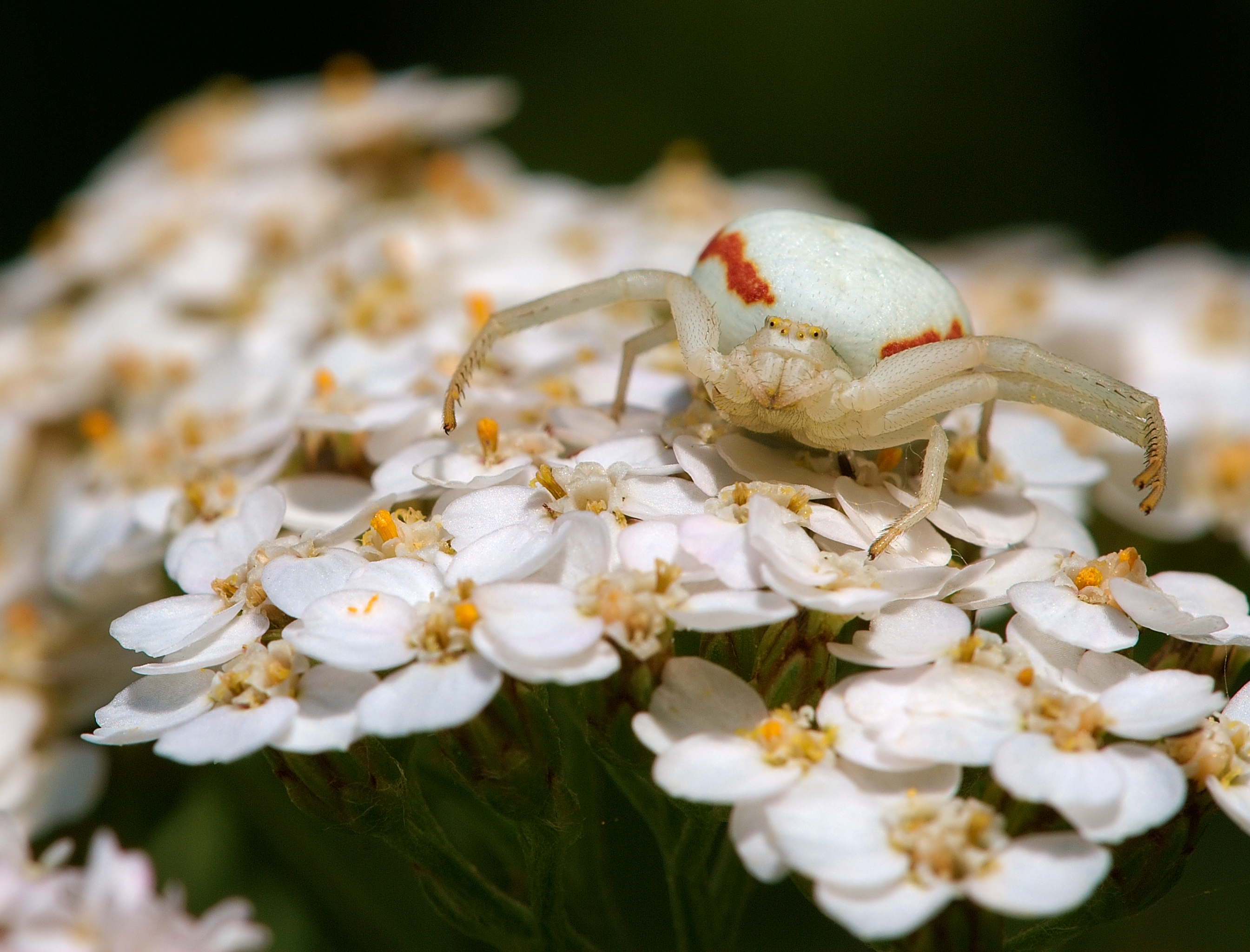
雌性弓足梢蛛

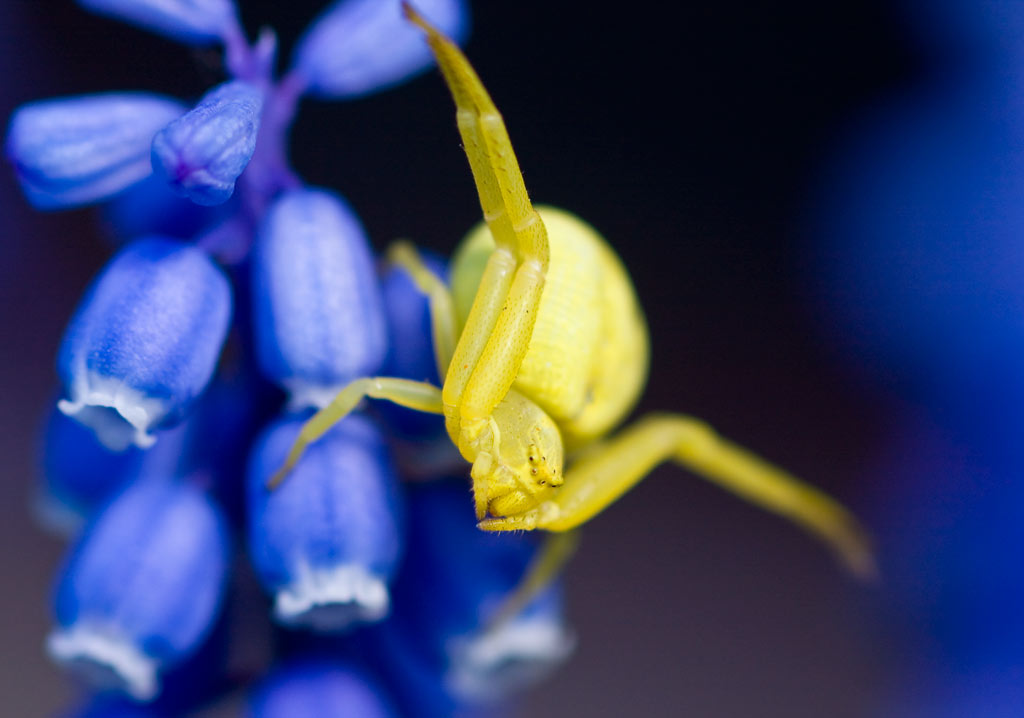
弓足梢蛛

弓足梢蛛會在身體最外層的細胞分泌一種黃色液體色素，以達成變色的效果，這種色素其實是犬尿氨酸及3-羥基犬尿氨酸。這種色素可以傳送至較底層，從而可以見到充滿白色鳥嘌呤的內腺，令弓足梢蛛變成白色。若牠們在白色花朵上較長時間，這些黃色色素會被排出。由於要重新分泌色素，牠們故要較長時間才能再變為黃色。一般而言，由白色轉變為黃色所需時間為10-25天，相反的則只要6天。
弓足梢蛛的變色是由視覺引發的。在弓足梢蛛的眼睛上塗上顏色，便會失去了變色的能力。

## 外部連結
- BugGuide.net有關弓足梢蛛的圖片 （页面存档备份，存于）
- 弓足梢蛛的圖片 （页面存档备份，存于）
- YouTube上的Mutant Spider With Human Head? 2012 HD (人頭變種蛛？)